# Badminton-Seniorenweltmeisterschaft 2009
Die Badminton-Seniorenweltmeisterschaft 2009 fand vom 27. September bis zum 3. Oktober 2009 in Punta Umbría statt.

## Sieger und Platzierte 35+
| Disziplin    | Gold                               | Silber                         | Bronze                          |
| ------------ | ---------------------------------- | ------------------------------ | ------------------------------- |
| Herreneinzel | Vladyslav Druzhchenko              | Anders Jensen                  | Carsten Loesch                  |
| Herreneinzel | Vladyslav Druzhchenko              | Anders Jensen                  | Stefan Edvardsson               |
| Dameneinzel  | Barbara Kulanty                    | Sonja Wåland                   | Helle Andersen                  |
| Dameneinzel  | Barbara Kulanty                    | Sonja Wåland                   | Michaela Hukriede               |
| Herrendoppel | Stefan Edvardsson Joacim Fellenius | Ulrik Danmark Carsten Loesch   | Mario Carulla Arturo Ruiz López |
| Herrendoppel | Stefan Edvardsson Joacim Fellenius | Ulrik Danmark Carsten Loesch   | Anders Jensen Hans Melgaard     |
| Damendoppel  | Helene Kirkegaard Ann Nielsen      | Cornelia Ern Michaela Hukriede | Dorota Grzejdak Barbara Kulanty |
| Damendoppel  | Helene Kirkegaard Ann Nielsen      | Cornelia Ern Michaela Hukriede | Liz Austin Nicola Smith         |
| Mixed        | Chris Hunt Helle Andersen          | Joacim Fellenius Jeanette Kuhl | Carsten Loesch Trine Østergaard |
| Mixed        | Chris Hunt Helle Andersen          | Joacim Fellenius Jeanette Kuhl | Ulrik Danmark Gitte Kruse       |

## Sieger und Platzierte 40+
| Disziplin    | Gold                              | Silber                           | Bronze                                    |
| ------------ | --------------------------------- | -------------------------------- | ----------------------------------------- |
| Herreneinzel | Peter Espersen                    | Rajeev Bagga                     | Yoseph Phoa                               |
| Herreneinzel | Peter Espersen                    | Rajeev Bagga                     | Sanjay Mishra                             |
| Dameneinzel  | Dorota Grzejdak                   | Vlada Chernyavskaya              | Betty Blair                               |
| Dameneinzel  | Dorota Grzejdak                   | Vlada Chernyavskaya              | Elke Cramer                               |
| Herrendoppel | Chris Hunt Nick Ponting           | Jerzy Dołhan Jacek Hankiewicz    | Wattana Ampunsuwan Narong Vanichitsarakul |
| Herrendoppel | Chris Hunt Nick Ponting           | Jerzy Dołhan Jacek Hankiewicz    | Rajeev Bagga David Wood                   |
| Damendoppel  | Vlada Chernyavskaya Jeanette Kuhl | Sonya Grunewald Meike Mählhop    | Sue Coulson Pauline Williams              |
| Damendoppel  | Vlada Chernyavskaya Jeanette Kuhl | Sonya Grunewald Meike Mählhop    | Mie Hanyu Tomomi Kasahara                 |
| Mixed        | Nick Ponting Julie Bradbury       | Jerzy Dołhan Vlada Chernyavskaya | Julian Priestly Sue Crompton              |
| Mixed        | Nick Ponting Julie Bradbury       | Jerzy Dołhan Vlada Chernyavskaya | Ronald Glaschke Sonja Grunewald           |

## Sieger und Platzierte 45+
| Disziplin    | Gold                                       | Silber                       | Bronze                                        |
| ------------ | ------------------------------------------ | ---------------------------- | --------------------------------------------- |
| Herreneinzel | Broddi Kristjánsson                        | Kim Brodersen                | Jürgen Schmitz-Foster                         |
| Herreneinzel | Broddi Kristjánsson                        | Kim Brodersen                | Martin Qvist                                  |
| Dameneinzel  | Bettina Villars                            | Petra Teichmann              | Lise Kissmeyer                                |
| Dameneinzel  | Bettina Villars                            | Petra Teichmann              | Manjusha Sahasrabudhe                         |
| Herrendoppel | Teerachai Jaruwast Surachai Makkasasithorn | Kyle Nethercott Philip Wyatt | Udo Lehmann Jürgen Schmitz-Foster             |
| Herrendoppel | Teerachai Jaruwast Surachai Makkasasithorn | Kyle Nethercott Philip Wyatt | Morten Christensen Martin Qvist               |
| Damendoppel  | Lone Hagelskjær Knudsen Jeanette Koldsø    | Sue Crompton Viv Gillard     | Sandra Kroon Jeanette van der Werff van Driel |
| Damendoppel  | Lone Hagelskjær Knudsen Jeanette Koldsø    | Sue Crompton Viv Gillard     | Angela Michalowski Ilona Ryk                  |
| Mixed        | Jürgen Schmitz-Foster Petra Teichmann      | Stefan Frey Heidi Bender     | Morten Christensen Jeanette Koldsø            |
| Mixed        | Jürgen Schmitz-Foster Petra Teichmann      | Stefan Frey Heidi Bender     | Atul Biniwale Manjusha Sahasrabudhe           |

## Sieger und Platzierte 50+
| Disziplin    | Gold                               | Silber                                      | Bronze                         |
| ------------ | ---------------------------------- | ------------------------------------------- | ------------------------------ |
| Herreneinzel | Dan Travers                        | Per Juul Ulrich                             | Vladimir Koloskov              |
| Herreneinzel | Dan Travers                        | Per Juul Ulrich                             | Yury Smirnov                   |
| Dameneinzel  | Svetlana Zilberman                 | Heidi Bender                                | Petra Knacker                  |
| Dameneinzel  | Svetlana Zilberman                 | Heidi Bender                                | Christine Black                |
| Herrendoppel | Steen Fladberg Jesper Helledie     | Surapong Suharitdumrong Taveesup Waranusast | Leon Douglas Dan Travers       |
| Herrendoppel | Steen Fladberg Jesper Helledie     | Surapong Suharitdumrong Taveesup Waranusast | Jens Dall-Hansen Ejnar Skovrup |
| Damendoppel  | Sugako Morita Kimiko Tsuchiya      | Reggie Baker Andi Stretch                   | Christine Black Marjan Ridder  |
| Damendoppel  | Sugako Morita Kimiko Tsuchiya      | Reggie Baker Andi Stretch                   | Ellen Aagaard Susanne Berg     |
| Mixed        | Jesper Helledie Svetlana Zilberman | Dan Travers Christine Black                 | Tommy Lundquist Ellen Aagaard  |
| Mixed        | Jesper Helledie Svetlana Zilberman | Dan Travers Christine Black                 | Ian Purton Jenny Cox           |

## Sieger und Platzierte 55+
| Disziplin    | Gold                          | Silber                        | Bronze                                |
| ------------ | ----------------------------- | ----------------------------- | ------------------------------------- |
| Herreneinzel | Tomoji Matsui                 | Cheng Jia-yan                 | Brian Wallwork                        |
| Herreneinzel | Tomoji Matsui                 | Cheng Jia-yan                 | Per Mikkelsen                         |
| Dameneinzel  | Angela Michalowski            | Anne-Lise Pedersen            | Betty Bartlett                        |
| Dameneinzel  | Angela Michalowski            | Anne-Lise Pedersen            | Jessy Havelaar                        |
| Herrendoppel | Peter Emptage John Gardner    | Shinji Kitayama Tomoji Matsui | Edgar Michalowsky Erfried Michalowsky |
| Herrendoppel | Peter Emptage John Gardner    | Shinji Kitayama Tomoji Matsui | Henrik Fahrenholz Jeppe Jepsen        |
| Damendoppel  | Betty Bartlett Pauline Davis  | Pamela Dallow Linda Scrace    | Kiyoko Furuhashi Keiko Oda            |
| Damendoppel  | Betty Bartlett Pauline Davis  | Pamela Dallow Linda Scrace    | Vibeke Dahl Anne-Lise Pedersen        |
| Mixed        | Brian Wallwork Betty Bartlett | Peter Emptage Pamela Dallow   | Robert J. Bell Janet Fletcher         |
| Mixed        | Brian Wallwork Betty Bartlett | Peter Emptage Pamela Dallow   | John Gardner Pauline Davis            |

## Sieger und Platzierte 60+
| Disziplin    | Gold                                  | Silber                         | Bronze                         |
| ------------ | ------------------------------------- | ------------------------------ | ------------------------------ |
| Herreneinzel | Hubert Miranda                        | Chaisak Thongdejsri            | Toshihiko Yamamoto             |
| Herreneinzel | Hubert Miranda                        | Chaisak Thongdejsri            | Per Dabelsteen                 |
| Dameneinzel  | Lieselotte Wengberg                   | Kathryn Gärtner                | Sumiko Kaneko                  |
| Dameneinzel  | Lieselotte Wengberg                   | Kathryn Gärtner                | Cecilia Rodger                 |
| Herrendoppel | Seri Chintanaseri Chaisak Thongdejsri | Per Dabelsteen John Kirkebye   | Rob Dumelow Geoffrey Williams  |
| Herrendoppel | Seri Chintanaseri Chaisak Thongdejsri | Per Dabelsteen John Kirkebye   | Kurt Fals Søren Fuursted       |
| Damendoppel  | Sumiko Kaneko Yuriko Okemoto          | Yasuko Kataito Kazumi Katayama | Sylvia Gill Cecilia Rodger     |
| Damendoppel  | Sumiko Kaneko Yuriko Okemoto          | Yasuko Kataito Kazumi Katayama | Ewa Carlander Kathryn Gärtner  |
| Mixed        | Yoshio Terasaki Yasuko Kataito        | Mike Cox Val O’Neill           | Knud Danielsen Inge May Hansen |
| Mixed        | Yoshio Terasaki Yasuko Kataito        | Mike Cox Val O’Neill           | Kurt Fals Annette Menø         |

## Sieger und Platzierte 65+
| Disziplin    | Gold                           | Silber                         | Bronze                           |
| ------------ | ------------------------------ | ------------------------------ | -------------------------------- |
| Herreneinzel | Harry Shadwick                 | Paweł Gasz                     | Søren Nielsen                    |
| Herreneinzel | Harry Shadwick                 | Paweł Gasz                     | Knut Liland                      |
| Dameneinzel  | Renate Knötzsch                | Renate Gabriel                 | Beryl Goodall                    |
| Dameneinzel  | Renate Knötzsch                | Renate Gabriel                 | Wiola Renholm                    |
| Herrendoppel | Michael Coley Harry Shadwick   | Eiichi Hara Kanehiro Koyama    | Sven-Olov Johanssen Knut Liland  |
| Herrendoppel | Michael Coley Harry Shadwick   | Eiichi Hara Kanehiro Koyama    | Gerd Pigola Dietmar Unser        |
| Damendoppel  | Renate Gabriel Renate Knötzsch | Kaya Garbrecht Grete Steenberg | Brenda Andrew Beryl Goodall      |
| Damendoppel  | Renate Gabriel Renate Knötzsch | Kaya Garbrecht Grete Steenberg | Wiola Renholm Ann-Louise Wiklund |
| Mixed        | Harry Shadwick Brenda Andrew   | Leif V. Hansen Elvi Høyer      | Michael Coley Beryl Goodall      |
| Mixed        | Harry Shadwick Brenda Andrew   | Leif V. Hansen Elvi Høyer      | Heinz Regineri Renate Knötzsch   |